# Ачесон, Дин
Дин Гудерхем Ачесон (англ. Dean Gooderham Acheson; 11 апреля 1893, Мидлтаун, штат Коннектикут, США — 12 октября 1971, Сенди-Спринг, штат Мэриленд, США) — американский политик-демократ, занимавший пост государственного секретаря США в администрации президента Гарри Трумэна.

## Биография

### Ранние годы
Дин Гудерхем Ачесон родился 11 апреля 1893 года в Миддлтауне (штат Коннектикут). Его отец, Эдвард Чемпион Ачесон, священник англиканской церкви, родился в Англии, затем переехал в Канаду, а позднее в США, где занял пост епископа Епископальной церкви в Коннектикуте. Ачесон учился в школе Гротон, а затем в Йельском университете (1912—1915), где вступил в общество Свиток и Ключ. Затем он учился на юридическом факультете Гарвардского университета (1915—1918). В 1919—1921 годах работал секретарём судьи Верховного суда США Луиса Брандейса.

### Карьера юриста
Принадлежа к Демократической партии США, Ачесон 12 лет работал в нью-йоркской юридической фирме Covington & Burling, где работал с международными юридическими вопросами (с 1934 года совладелец фирмы). В 1933 году Франклин Рузвельт назначил Ачесона заместителем министра финансов. В ноябре 1933 года, будучи в оппозиции к проводимой администрацией Рузвельта политике инфляции доллара, Ачесон вернулся к юридической практике. В это время он был «министром иностранных дел и юстиции нефтяного короля Соединённых Штатов» Джона Дэвисона Рокфеллера-младшего.

### Карьера в Государственном департаменте США
В 1940 году Рузвельт назначил Ачесона на пост в Государственном департаменте, где он определял экономическую политику. Ачесон спланировал американо-британско-нидерландское нефтяное эмбарго против Японии, лишившее Японию 95 % поставок нефти и вынудившее её начать войну с США и в целом усилить участие во Второй мировой войне. Затем Ачесон занимался поставками по ленд-лизу. Был делегатом от Государственного департамента США на Бреттон-вудской конференции, положившей начало таким организациям, как Международный банк реконструкции и развития и Международный валютный фонд.

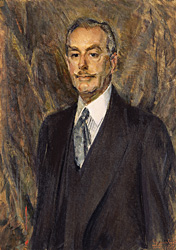
Портрет Дина Ачесона

В 1945 году новый президент США Гарри Трумэн назначил Ачесона заместителем государственного секретаря США. Ачесон оставался на этой должности при трёх госсекретарях — Эдварде Стеттиниусе, Джеймсе Бирнсе и Джордже Маршалле. Изначально нормально относился к СССР и его внешней политике, в 1946 году предложил реализовать первые меры по контролю над оборотом и ограничению использования ядерного оружия. Однако в 1947 году его отношение к СССР сильно поменялось на фоне войны в Греции и становившегося всё менее оспоримым желания СССР контролировать положение дел во всей Европе. Был одним из безусловных инициаторов и архитекторов Холодной войны, сыграл важную роль в составлении плана экономической помощи Европе, впоследствии ставшего известным как План Маршалла.

### Деятельность на посту государственного секретаря США
В январе 1949 года Ачесон стал государственным секретарем США. Был одним из инициаторов создания НАТО. После победы коммунистов в гражданской войне в Китае стал мишенью травли со стороны политиков (в основном от Республиканской партии). Сенатор-республиканец от штата Висконсин Джозеф Маккарти и его сторонники утверждали, что возглавляемый Ачесоном Государственный департамент полон коммунистов и шпионов. Ачесон тяжело переживал это и как минимум один раз пытался подать в отставку с поста государственного секретаря, но в итоге проработал до января 1953 года, когда на этом посту его сменил Джон Даллес. На период работы Ачесона государственным секретарём пришлась также Корейская война.

### Деятельность после прекращения государственной службы
В 1953 году покинул государственную службу и вернулся к юридической практике, но продолжал оставаться влиятельной фигурой в Вашингтоне. Впоследствии был неофициальным советником президентов США Джона Кеннеди и Линдона Джонсона. Во время ракетного кризиса на Кубе в октябре 1962 года президент Кеннеди отправил Ачесона во Францию к президенту Шарлю де Голлю, чтобы сообщить ему о готовящейся блокаде Кубы и добиться поддержки с его стороны. Если в 1965 году Ачесон поддержал полноценное вступление США в войну во Вьетнаме, то в 1968 году советовал президенту США Линдону Джонсону начать мирные переговоры с Северным Вьетнамом. Также он примирился с Ричардом Никсоном, критиковавшим его в годы маккартизма, и был его неофициальным советником, когда тот стал президентом США.
Скончался 12 октября 1971 года в возрасте 78 лет в Сенди-Спринге (штат Мэрилэнд). Похоронен на кладбище Оук-Хилл.

## Семья
15 мая 1917 года Дин Гудерхем Ачесон женился на Элис Кэролин Стэнли (1895-1996). От этого брака родились сын Дэвид Чемпион Ачесон и дочери Джейн Ачесон Браун и Мэри Элеонор Ачесон Банди.

## Награды и почести
- Член Американской академии наук и искусств (1955)[6].
- Президентская медаль Свободы (1964).
- Медаль «За заслуги».
- Пулитцеровская премия за книгу по истории (1970).

## Книги
- A Democrat Looks at His Party (1955).
- A Citizen Looks at Congress (1957).
- Power and Diplomacy (1958).
- Morning and Noon (1965).
- Present at the Creation: My Years in the State Department (1969).
- The Korean War (1971).
- This Vast External Realm (1973).
- Sketches from Life of Men I Have Known (1974).
- Among friends (1980).